# Charles Tellier

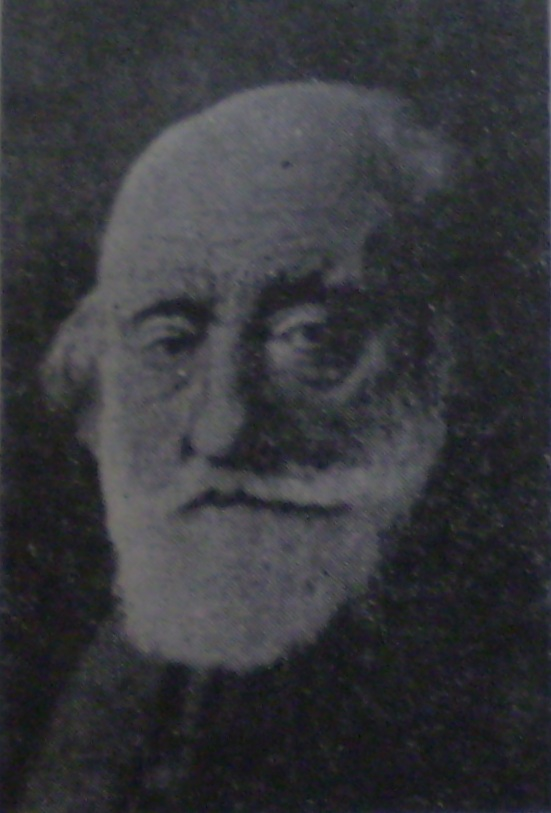
Charles Tellier

Louis Abel Charles Tellier, född 20 januari 1828 i Amiens, död i oktober 1913, var en fransk ingenjör. 
Tellier var föregångsman för den moderna kyltekniken. Han kunde 1876, efter många misslyckade försök, för första gången genomföra en transport av kylt kött, i det att fartyget "Le Frigorifique" då (19 september – 25 december) förde från Rouen till Buenos Aires en mindre last kött, som medelst tre av Tellier konstruerade ammoniakkylmaskiner hölls vid 0° temperatur. Fartyget återvände 1877 med en större köttlast från Argentina efter 10 dagars resa. 
Även viktiga uppfinningar av kylanordningar för bryggeriindustrin gjordes av Tellier, som emellertid först under sina sista levnadsår fick röna något större erkännande för sitt arbete. År 1911 tilldelade emellertid Franska vetenskapsakademien honom baron de Joests pris. En fond på omkring 80 000 francs insamlades på initiativ av Association française du froid 1912, varigenom hans sista levnadsår tryggades. Han utgav flera arbeten rörande sitt ämne, varibland kan nämnas Le froid appliqué à la bière, La conservation de la viande par le froid och Histoire d'une invention moderne: le frigorifique (1910).